# Cezar Drăgăniță

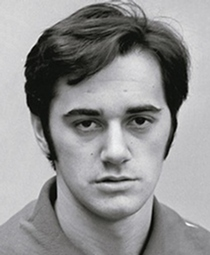
Cezar Drăgăniță

Cezar Drăgăniță (* 13. Februar 1954 in Arad) ist ein ehemaliger rumänischer Handballspieler. Er spielte auf der Position des Rechtsaußen und im rechten Rückraum.
Drăgăniță begann an einer Schule in Bukarest mit dem Handballspielen und wechselte im Alter von 17 Jahren zu Steaua Bukarest. Mit dem Club aus der Hauptstadt wurde er fünfzehnmal rumänischer Meister und dreimal Pokalsieger. 1977 gewann er mit Steaua den Europapokal der Landesmeister. 1990/91 spielte er für Benfica Lissabon. Später war er Spieler und auch Trainer in Belgien.
Für die rumänische Nationalmannschaft bestritt Drăgăniță 184 Länderspiele, in denen er 437 Tore erzielte. Bei den Olympischen Spielen 1976 in Montreal gewann er mit Rumänien Silber und bei den Olympischen Spielen 1980 in Moskau Bronze. Außerdem war Drăgăniță bei den Weltmeisterschaften 1978, 1982 und 1986 Teil der rumänischen Mannschaft, die Siebter, Fünfter und Neunter wurde.